# Pachycephala griseonota
Sibilante-monótono ou assobiadeira-parda (Pachycephala griseonota) é uma espécie de ave da família Pachycephalidae.
É endémica da Indonésia.
Os seus habitats naturais são: florestas subtropicais ou tropicais húmidas de baixa altitude.